# Carlos Valderrama
Carlos Alberto Valderrama Palacio (ur. 2 września 1961 w Santa Marta) – kolumbijski piłkarz, przez wielu uważany za najlepszego kolumbijskiego zawodnika w historii.
Nazywany El Pibe (Dzieciak), był kapitanem reprezentacji Kolumbii w czasie Mundiali 1990, 1994 oraz 1998. Jest rekordzistą pod względem liczby występów w kadrze – rozegrał w niej 111 meczów i strzelił 11 bramek.
Karierę piłkarską zaczynał w Unión Magdalena, w 1981 roku. Grał również w Millonarios FC i Deportivo Cali, a w 1988 roku został kupiony przez francuski Montpellier HSC. Dwa lata później przeniósł się do Realu Valladolid. W 1992 roku powrócił do Kolumbii, gdzie najpierw występował w Independiente Medellín, a później przez trzy sezony (1993–96) w Atlético Junior. Od 1996 roku grał w Stanach Zjednoczonych. Był zawodnikiem Tampa Bay Mutiny (1996–97 i 2000–01), Miami Fusion (1998–99) i Colorado Rapids (2001–02), w którym w wieku czterdziestu jeden lat zakończył piłkarską karierę. W Major League Soccer strzelił tylko 16 goli, ale jest za to liderem klasyfikacji sumującej największą liczbę asyst (114).
Jest żonaty i ma troje dzieci. Jako jedyny Kolumbijczyk został umieszczony przez Pelégo na jego liście 100 najlepszych żyjących piłkarzy świata.